# Scotland megye (Missouri)
Scotland megye az Amerikai Egyesült Államokban, azon belül Missouri államban található. Megyeszékhelye és legnagyobb városa Memphis. Lakosainak száma 4716 fő (2020. április 1.).

## Szomszédos megyék
- Van Buren megye
- Knox megye
- Clark megye
- Adair megye
- Schuyler megye
- Davis megye

## Népesség
A megye népességének változása:
| Lakosok száma | 4829 | 4831 | 4870 | 4921 | 4854 | 4716 |
|               | 2010 | 2011 | 2012 | 2013 | 2015 | 2020 |